# La Matematica
La Matematica ist eine seit 2022 erscheinende englischsprachige mathematische Fachzeitschrift. Sie ist die offizielle Zeitschrift der Association for Women in Mathematics.
Sie erscheint vierteljährlich in elektronischer Form. Neben Arbeiten zu reiner, angewandter und berechnender Mathematik veröffentlicht sie auch Arbeiten zu Mathematikdidaktik und Geschichte der Mathematik, sowie zu Datenwissenschaften, Informatik und Statistik. Neben Forschungsarbeiten veröffentlicht sie auch Überblicksartikel und Buchrezensionen.